# Buc de Nubiera
Buc de Nubiera – szczyt w Alpach Kotyjskich, części Alp Zachodnich. Leży na granicy między Włochami (regionie Piemont) a Francją (region Prowansja-Alpy-Lazurowe Wybrzeże). Szczyt można zdobyć drogami ze schronisk: Bivacco Renato Montaldo al Buc di Nubiera. Sąsiaduje z Brec de Chambeyron.